# Novemdeciljon
Novemdeciljon är talet 10114 i tiopotensnotation, och kan skrivas med en etta följt av 114 nollor, alltså
1 000 000 000 000 000 000 000 000 000 000 000 000 000 000 000 000 000 000 000 000 000 000 000 000 000 000 000 000 000 000 000 000 000 000 000 000 000 000.
Ordet novemdeciljon kommer från det latinska prefixet novemdeca- (nitton) och med ändelse från miljon.
En novemdeciljon är lika med en miljon octodeciljoner eller en miljondel av en vigintiljon.
En novemdeciljondel är 10−114 i tiopotensnotation.